# Clematis papuasica
Clematis papuasica är en ranunkelväxtart som beskrevs av Merrill och Perry. Clematis papuasica ingår i släktet klematisar, och familjen ranunkelväxter. Inga underarter finns listade i Catalogue of Life.